# Новофедоровка (Хабарський район)
Новофе́доровка (рос. Новофёдоровка) — селище у складі Хабарського району Алтайського краю, Росія. Входить до складу Новоільїнської сільської ради.

## Населення
Населення — 7 осіб (2010; 81 у 2002).
Національний склад (станом на 2002 рік):
- росіяни — 85 %